# 레이튼 교수와 영원의 가희
《레이튼 교수와 영원의 가희》(일본어: レイトン教授と永遠の歌姫 레이톤 교주토 에이엔노 우타히메[*])는 레이튼 교수 시리즈를 배경으로 하는 일본의 애니메이션 영화다.

## 스토리
- 루크가 레이튼과 만난지 얼마 안 되었을 무렵, 레이튼의 옛 제자이자 가수인 제니스로부터 편지가 온다. 편지의 내용은 자신의 죽은 친구인 밀리나가 6살 어린이의 모습으로 되돌아왔다는 내용이었다. 편지를 받은 레이튼은 제니스를 만나기 위해 크라운 페토네 극장으로 향한다. 하지만 극장에서 누군가가 갑자기 영원한 생명을 대가로 목숨을 내놓으라며 데스게임을 제안하고, 곧이어 극장이 거대한 배로 변하면서 레이튼 일행은 완전히 고립된다. 레이튼은 영원한 생명을 상으로 내건 주최측의 꿍꿍이를 알아내기 위해 데스게임에 참여한다.

## 출연

### 주연
- 오오이즈미 요
- 호리키타 마키
- 미즈키 나나

### 조연
- 노토 마미코
- 사이토 시로

## 등장인물

### 주인공 일행
- 허셜 레이튼: 고고학자. 그레센헬러 대학에서 교수로 일하고 있다.
- 루크 트라이튼: 자칭 레이튼 교수의 제자.
- 제니스 커틀레인: 레이튼의 옛 제자이자 가수. 자신의 연극에 레이튼을 초청한다.

### 크라운 페토네 극장
- 오지로 휘슬러: 오페라의 개최자이자 연주자. 자신 소유의 악기인 데트라간을 가지고 있다. 데스게임에 참여하지만 중간에 탈락한다.
- 밀리나 휘슬러: 오지로 휘슬러의 딸. 죽었다고 알려져 있으나 6살 어린아이의 모습으로 나타났다.

### 데스게임 참가자
- 마르코 브룩: 역사광. 대회 중반부의 무대인 섬이 옛날 암브로시아 왕국임을 밝혀낸다.
- 에밀리: 영국 체스 챔피언. 영원한 생명을 얻어 할아버지를 치료하기 위해 게임에 참가한다.
- 애니 트레치: 미스터리 작가. 수수께끼 003번에 탈락한다.
- 오르도넬: 무역선 선장. 수수께끼 003번에 탈락한다.
- 레이도리: 젊은 미망인. 영원한 생명을 얻어 아름다움을 유지하기 위해 대회에 참가한다. 수수께끼 004번에 탈락한다.
- 피엘 스타벅: 전설의 왼다리라 불렸으나 지금은 다리 부상으로 인해 축구선수 활동을 못하고 있다. 영원한 생명을 얻어 왼다리를 치료하기 위해 대회에 참가했다. 수수께끼 004번에 탈락한다.
- Mr.바그랜드: 월드 프리트 사의 사장. 불치병에 걸려 시한부(6개월) 인생을 살고 있다. 거의 반 자포자기 심정으로 대회에 참가했다. 수수께끼 003번에 탈락했다.

### 그 외
- 크로스키 경감: 런던 경찰국의 형사. 크라운 페토네 극장에 영원한 생명을 두고 수상한 거래가 이루어지고 있다는 정보를 듣고 잠입했다.
- 쟝 데스콜: 암브로시아의 부활을 위해 오지로 휘슬러를 이용한다.
- 니나: 실종된 여자아이. 자신을 밀리나라고 주장한다.
- 레미 알타와: 레이튼 교수의 조수. 영원한 생명에 관한 조사를 하다가 크라운 페토네 극장의 손님들 중에 레이튼을 비롯한 몇몇 인물이 없다는 사실을 발견하고 그들을 추적한다.
- 앤드류 슈레이더: 레이튼 교수의 은사. 영원의 왕국 암브로시아를 조사하고 있다.

### 카메오
- 벨루가
- 클로디아
- 바베트 부인
- 샘

## 지역
- 런던: 최근 영원한 생명에 관한 소문으로 떠들썩하다.
- 크라운 페토네 극장: 암브로시아에서 영감을 따와서 만든 극장. 데스게임을 위해 대형선으로 변하고, 수수께끼 넘버 002이후 폭파된다.
- 섬: 수수께끼 넘버 002의 생존자들이 보내진 섬. 마르코 브룩에 의해 과거 암브로시아였다는 사실이 밝혀졌다. 섬 중앙에 데스콜의 성이 있고, 섬 근처 해안에 정체 모를 원기둥이 세워져 있다.
- 성: 섬 중앙에 있는 데스콜 소유의 기괴한 성. 내부에 데트라기간트가 숨겨져 있다.
- 암브로시아: 고대 왕국. 여왕의 병을 치료하기 위해 불로불사의 보약을 만들었으나 여왕이 죽은 후에야 약이 완성됐고, 백성들은 여왕이 다시 부활할 때까지 보약을 먹고 기다리기로 했다는 전설이 전해지는 왕국.

## 사물
- 데트라간: 데스콜이 만든 악기. 혼자서도 오케스트라의 연주를 소화할 수 있다. 레이튼의 추리에 의해 단순한 악기가 아니라 기억을 저장하고 그것을 타인에게 이식할 수 있는 기능이 있음을 밝혀졌다.
- 데트라기간트: 암브로시아가 부활하지 않자 분노한 데스콜이 데트라간과 거대로봇을 합체시켜 만든 로봇. 섬을 마구잡이로 파괴하며 암브로시아를 찾으려 하지만, 조종간이 망가지면서 폭주하고, 절벽이 무너지면서 원기둥에 관통당해 침몰한다.

## 수수께끼
001가장 오래된 것 주변에 모이기(정답: 별)
002가장 큰 왕관 찾기(정답: 크라운 페토네 극장)
003섬 중앙에 있는 성에 모이기(정답: 덫에 스스로 걸려서 늑대들의 추격을 피하기)
004왕의 침실 찾기(정답: K와 G사이에 있는 통로로 나가기)